# Louis Tomlinson World Tour
Le Louis Tomlinson World Tour est la première tournée en solo du chanteur anglais Louis Tomlinson, suivant la sortie de son album Walls. La tournée débute le 9 mars 2020 à Barcelone, Espagne et aurait dû se terminer le 7 novembre 2020 à Monterrey, Mexique. 
En mars 2020, le chanteur est contraint d'annuler et/ou de reporter ses dates de concerts en Europe à cause de la Pandémie de Covid-19,.
La tournée est reportée une première fois en 2021, en raison de la pandémie, malgré un premier report. La tournée est reportée au 1er février 2022 à Dallas et se poursuit jusqu'au 3 septembre 2022 en Italie.

## Setlist
Cette setlist est celle du concert du 1er février 2022 à Dallas. Elle est provisoire et peut être modifiée lors de la tournée. 
1. We Made It
2. Drag Me Down (reprise des One Direction)
3. Don't Let It Break Your Heart
4. Two of Us
5. Always You
6. Too Young
7. 7 (reprise de Catfish and the Bottlemen)
8. Fearless
9. Habit
10. Copy of a Copy of a Copy
11. Just Hold On
12. Defenceless
13. Beautiful War (reprise de Kings of Leon)
14. Little Black Dress (reprise des One Direction)
15. Walls

Rappel
1. Only The Brave
2. Through the Dark (reprise des One Direction)
3. Kill My Mind